# Старина Новак
Старина Новак (серб. Старина Новак, рум. Baba Novac) — сербский гайдук, отличившийся в войне с Османской империей. Считается национальным героем в Сербии и Румынии.
Известен также как Новак Дебелич, или Дебельяк в Сербии и Болгарии.
Баба Новак родомъ показовашес отъ древнихъ Болгарскихъ Кралей, ближайше же отъ Стратимира и Шишмана князей Болгарскихъ.Йован Раич

## Память
В румынском городе Клуж-Напока воздвигнут памятник, где он был казнен венграми, деревня в Трансильвании названа его именем, а также бульвар в столице Румынии, Бухаресте.
Ему посвящены эпические поэмы «Старина Новак и бесстрашный Радивой», «Старина Новак и княз Богослав».